# Trampa iónica cuadrupolar
Una trampa iónica cuadrupolar es un tipo de trampa iónica que utiliza campos eléctricos dinámicos para atrapar partículas cargadas. También se conocen como trampas de radiofrecuencia (RF) o trampas de Paul, en honor a Wolfgang Paul, quien inventó el dispositivo y compartió el Premio Nobel de Física en 1989 por este trabajo. Se utiliza además como un componente de un espectrómetro de masas y es utilizado para la implementación de un computador cuántico utilizando iones.

Esquema de una trampa de Penning. En azul las líneas de campo eléctrico y en rojo las líneas de campo magnético.